# Rødovre Nord Station
|  | Fremtidig bygning Denne artikel omhandler en bygning, der er under opførelse. Det er derfor muligt, at indholdet er af spekulativ natur, og ligeledes, at indholdet kan ændre sig markant efterhånden som flere oplysninger bliver tilgængelige. |

Rødovre Nord Station er en kommende letbanestation på Hovedstadens Letbane (Ring 3-letbanen), beliggende på grænsen mellem Rødovre Kommune og Glostrup Kommune. Stationen kommer til at ligge på Nordre Ringvej, umiddelbart nord for broen for Ballerup Boulevard og omtrent halvvejs mellem de nuværende busstoppesteder Slotsherrensvej og Hanevadsbro. Den kommer til at ligge på den østlige side af vejen og kommer til at bestå af to spor med en øperron imellem. Stationen forventes at åbne i efteråret 2025. Den vil vil blive foreløbig endestation for letbanen fra Ishøj Station, indtil resten af strækningen til Lundtofte Station åbner i forventet sommeren 2026.
Stationen ligger ved letbanens kontrol- og vedligeholdelsescenter, der er anlagt vest for Nordre Ringvej i området mellem Ballerup Boulevard og Harrestrup Å. Det første spadestik til kontrol- og vedligeholdelsescentret blev taget 19. juni 2019.